# Mednoje
Mednoje (russisch Медное) ist eine Ortschaft im Rajon Kalinin in der Oblast Twer, Russland. Sie liegt knapp 30 Kilometer westnordwestlich des Oblast- und Rajonverwaltungszentrums Twer vorwiegend am rechten Ufer des Wolga-Nebenflusses Twerza. 2008 hatte der Ort knapp 3000 Einwohner. Er ist Verwaltungssitz der Selskoje posselenije Mednowskoje (etwa einer Landgemeinde entsprechend), die neben Mednoje weitere 47 kleinere Ortschaften umfasst.
Nördlich wird Mednoje von der Fernstraße M10 sowie von der Autobahn M11 umgangen, die beide Moskau und Sankt Petersburg verbindet.

## Geschichte
Mednoje ist eines der ältesten, seit Ende des 14. Jahrhunderts bekannten Dörfer im oberen Wolgagebiet. Bereits im 16. Jahrhundert war der verkehrsgünstig am Weg von Moskau und Twer nach Torschok und Nowgorod und an der Twerza gelegene Ort ein regional bedeutendes Handwerkszentrum und Zwischenstation auf der Handelsroute, die am Anfang des 18. Jahrhunderts zur wichtigsten Verbindung zwischen Moskau und Sankt Petersburg wurde.
In dieser Eigenschaft wurde Mednoje von Adam Olearius erwähnt, der 1634 und 1638 auf seiner diplomatischen Mission nach Russland und Persien durchreiste. Alexander Radischtschew widmete dem Ort 1790 ein Kapitel seiner Reise von Petersburg nach Moskau.
In Mednoje befand sich ein Gelände des NKWD. An die Opfer der Massenmorde an polnischen Staatsbürgern 1940 erinnert heute die Gedenkstätte Mednoje.
In der Gegend von Mednoje wurde im Zweiten Weltkrieg im Oktober 1941 der Vormarsch der deutschen Wehrmacht in diesem Bereich gestoppt. Der Ort selbst war vom 17. nur bis zum 21./22. Oktober von den deutschen Truppen besetzt, während das am selben Tag eingenommene östlicher gelegene damalige Kalinin (Twer) bis Dezember gehalten wurde.